# Willisus
Willisus is een monotypisch geslacht van spinnen uit de  familie van de Waterspinnen (Cybaeidae).

## Soort
- Willisus gertschi Roth, 1981